# Helictotrichon convolutum
Helictotrichon convolutum là một loài thực vật có hoa trong họ Hòa thảo. Loài này được (J.Presl) Henrard mô tả khoa học đầu tiên năm 1940.